# Chionaema arguta
Chionaema arguta là một loài bướm đêm thuộc phân họ Arctiinae, họ Erebidae.